# Сімонов Василь Васильович
Васи́ль Васи́льович Сі́монов (1989—2022) — український військовослужбовець, капітан, учасник російсько-української війни.

## Життєпис
Народився 16 грудня 1989 року в селі Колосівка Миколаївської області. Закінчив Національний аграрний університет у Миколаєві. Паралельно навчався на військовій кафедрі. У 2015 році разом із дипломом отримав звання молодшого лейтенанта. Пізніше підписав контракт зі Збройними силами України.
На фронті воював у складі 79 ОДШБр, був командиром роти.
Загинув проти ночі 25 квітня 2022, але ідентифікований був лише 13 вересня 2023, до цього вважався зниклим безвісти.

## Нагороди
- Орден Богдана Хмельницького II ступеня (17 травня 2024, посмертно) — за особисту мужність, виявлену у захисті державного суверенітету та територіальної цілісності України, самовіддане виконання військового обов'язку[2].
- Орден Богдана Хмельницького III ступеня (28 травня 2022, посмертно) — за особисту мужність і самовіддані дії, виявлені у захисті державного суверенітету та територіальної цілісності України, вірність військовій присязі[3].